# Otar Korghalidse
Otar Korghalidse (georgisch ოთარ კორღალიძე; * 2. September 1960 in Tiflis) ist ein ehemaliger georgischer Fußballspieler und nunmehriger -trainer.

## Karriere

### Als Spieler

#### Verein
Korghalidse begann seine Karriere bei Guria Lantschchuti, für das er seine ersten Spiele in der Perwaja Liga, der zweithöchsten sowjetischen Spielklasse, absolvierte. 1980 wechselte er zum Erstligisten Dinamo Tiflis. Es ist unklar, wo er in der Saison 1981 aktiv war. 1982 wechselte er zu Torpedo Kutaissi, mit dem er 1983 als Vorletzter in die Perwaja Liga absteigen musste. In dieser verbrachte man jedoch nur eine Saison, in der Spielzeit 1984 erzielte Korghalidse in 42 Spielen für Kutaissi 24 Tore und war somit maßgeblich am Wiederaufstieg beteiligt. Danach spielte er mit Kutaissi bis 1986 wieder in der höchsten Spielklasse, ehe man zu Ende jener Saison wieder in die Perwaja Liga absteigen musste.
Daraufhin wechselte Korghalidse zur Saison 1987 ein zweites Mal zum Erstligisten Dinamo Tiflis. Während der Saison 1988 kehrte er zum Zweitligisten Guria Lantschchuti zurück. Mit Guria Lantschchuti nahm er ab der Saison 1990 an der neu eingeführten Umaghlessi Liga, die fortan die höchste georgische Spielklasse darstellte. In der Saison 1991 konnte er mit 14 Toren in 18 Spielen Torschützenkönig der georgischen Liga werden. In der darauffolgenden Saison 1991/92 war er mit 40 Toren in 35 Spielen erneut Torschützenkönig, zudem erzielte er auch so viele Tore wie kein anderer Spieler in jener Saison in einer höchsten europäischen Spielklasse. Allerdings wurde er in der Wertung für den Goldenen Schuh nicht berücksichtigt.
Zur Saison 1992/93 wechselte er zum Ligakonkurrenten Alsani Gurdschaani. Für den Verein kam er in jener Saison zu 27 Einsätzen in der Umaghlessi Liga, in denen er 23 Tore erzielte. Nach einem Jahr bei Alsani Gurdschaani kehrte er im Sommer 1993 zu Guria Lantschchuti zurück. Im November 1993 wechselte er nach Österreich zum SV Austria Salzburg. Sein Debüt in der 1. Division gab er im selben Monat, als er am 17. Spieltag der Saison 1993/94 gegen den SK Rapid Wien in der 61. Minute für Damir Mužek eingewechselt wurde. Nach drei Spielen für Salzburg wechselte er im Januar 1994 zum Ligakonkurrenten Wiener Sport-Club. Für die Wiener kam er bis Saisonende zu zwölf torlosen Einsätzen in der 1. Division, aus der man zu Saisonende jedoch absteigen musste.
1995 kehrte er zu Dinamo Tiflis zurück. Nach fünf Spielen für Dinamo wechselte er im selben Jahr nach Aserbaidschan zu Neftçi Baku, für das er vier Spiele absolvierte. Zur Saison 1995/96 wechselte Korghalidse nach Estland zum FC Flora Tallinn. Für Flora kam er zu acht Einsätzen. Zur Saison 1996/97 kehrte er nach Georgien zurück und wechselte zu Odischi Sugdidi. Nach drei Spielen für Sugdidi wechselte er während der laufenden Saison abermals zu Guria Lantschchuti, für das er bis Saisonende aktiv war. 2000 absolvierte er noch ein Spiel in Estland für den FC Kuressaare, ehe er seine Karriere beendete.

#### Nationalmannschaft
Korghalidse absolvierte sein einziges Spiel für die georgische Nationalmannschaft im Mai 1990 gegen Litauen beim ersten Spiel Georgiens.

### Als Trainer
Korghalidse trainierte 1998 Arsenal Tiflis. Danach trainierte er 1999 kurz den FC Merani Tiflis, ehe er Trainer von Dinamo Tiflis wurde, das er bis Dezember 1999 trainierte.
Danach war er ab 2000 Co-Trainer in Estland beim FC Flora Tallinn. Später trainierte er die Zweitmannschaft von Dinamo Tiflis, zudem war er Co-Trainer von Lokomotive Tiflis und der georgischen U-19-Auswahl. Zwischen 2006 und 2008 war er Trainer von Sooweti Tiflis. Von 2008 bis 2009 trainierte er Sioni Bolnissi. Von März bis Juli 2012 war er Trainer der georgischen U-19-Nationalmannschaft.

## Persönliches
Sein Sohn Lewan (* 1980) wurde ebenfalls Fußballspieler und spielte wie sein Vater auch für die georgische Nationalmannschaft.